# Arkesilaos IV.
Arkesilaos IV. (altgriechisch Ἀρκεσίλαος Arkesílaos) war von etwa 465–440 v. Chr. als Nachfolger seines Vaters Battos IV. König von Kyrene.
Da die kyrenäische Monarchie infolge des Rückgangs der persischen Macht ihres wichtigsten Rückhalts beraubt war, erhoben sich deren Gegner wieder. Arkesilaos konnte den Aufstand jedoch zunächst niederwerfen.
Durch Viergespannsiege in den Pythien von 462 – die Pindar in seiner 4. und 5. pythischen Ode verherrlichte die zugleich aber einen Einblick in die gespannte Lage in Kyrene gewähren und Arkesilaos als despotischen Herrscher schildern; ermahnt den jungen König, im Bürgerzwist im Interesse der Stadt zu vermitteln und den nach Theben geflohenen Bürger Damophilos wieder aufzunehmen – und den Olympischen Spielen von 460 sowie durch die Vergrößerung des seit Ende des 6. Jahrhunderts bestehenden Euhesperides an der Großen Syrte, wohin er neue Kolonisten aus dem griechischen Mutterland rief, wollte Arkesilaos seine Stellung stärken, doch ohne dauernden Erfolg.
Unter dem Einfluss der Demokratie, die sich in den griechischen Mutterstädten nach und nach als neue fortschrittliche Staatsform etablierte, kam es schließlich um 440 zum Staatsstreich. Arkesilaos wurde aus Kyrene vertrieben und floh nach Euhesperides. Bevor er von dort aus zum militärischen Gegenschlag gegen Kyrene rüsten konnte, wurde er ermordet, wahrscheinlich gemeinsam mit seinem Sohn Battos.